# 兹德拉夫科·佐夫科
兹德拉夫科·佐夫科（1955年5月28日—），克罗地亚男子手球运动员。他曾代表南斯拉夫国家队参加1984年夏季奥林匹克运动会手球比赛，获得一枚金牌。